# Nikolai Alexandrowitsch Nowosselski

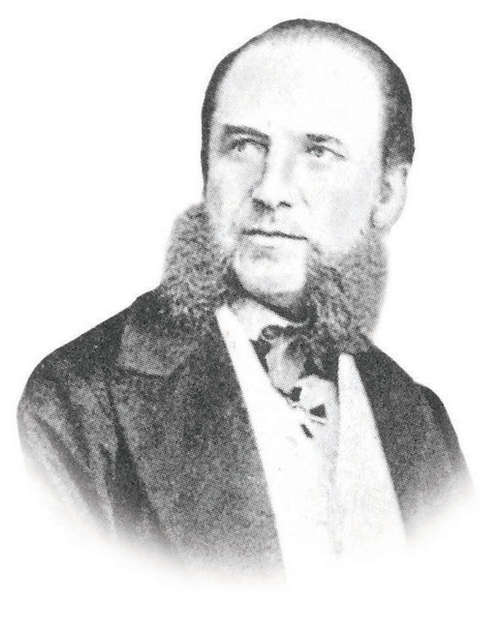
N. A. Nowosselski

Nikolai Alexandrowitsch Nowosselski (russisch Николай Александрович Новосельский; * 23. Novemberjul. / 5. Dezember 1818greg. im Ujesd Graiworon; † 12. Septemberjul. / 24. September 1898greg.) war ein russischer Unternehmer.

## Leben
Nowosselski studierte an der Kaiserlichen Universität Charkow in der Philosophischen Fakultät mit Abschluss 1840. Er lebte dann in Odessa und trat im Oktober 1841 in den Staatsdienst, in dem er schließlich zum Kollegienrat (6. Rangstufe) befördert wurde.
Als 1853 der Krimkrieg begann, wurde Nowosselski Geschäftsführender Direktor der Wolga-Dampfschifffahrtsgesellschaft Merkuri. Nach dem Friedensschluss im März 1856 waren auf dem Schwarzen Meer russische Kriegsschiffe nicht mehr zugelassen. Beim Marineministerium wurde ein Komitee zur Entwicklung einer Handelsflotte und Förderung der Organisation russischer Dampfschifffahrtsgesellschaften gegründet. Der Flügeladjutant und Kapitän 1. Ranges Nikolai Andrejewitsch Arkas und der Unternehmer Nowosselski gründeten 1856 nach dem Vorbild der Russländisch-Amerikanischen Kompagnie die Russische Gesellschaft für Dampfschifffahrt und Handel (ROPiT) mit Sitz in Odessa für den Handels- und Postverkehr auf dem Schwarzen, Asowschen und Mittelmeer. Sie war im Fall eines künftigen Krieges von der russischen Regierung als Basis einer Schwarzmeerflotte vorgesehen. Mit Zustimmung Alexanders II. erhielt die ROPiT staatliche Kredite, Zollfreiheit und einsatzbereite Schiffe. Geschäftsführer der ROPiT war Nowosselski bis 1861. Einer der Kapitäne war Woldemar Wybrand Scheltinga, der die Linien nach Konstantinopel und Alexandrien, nach Marseille, zur Krim und dem Kaukasus, nach Saloniki, nach Taganrog und Konstantinopel und nach Cherson und zum Dnepr bediente. Nowosselski blieb Geschäftsführender Direktor der ROPiT bis 1861.
1858 vorfinanzierte Nowosselski den Zusammenschluss der auf dem Kaspischen Meer operierenden Dampfschifffahrtsgesellschaft Kawkas (Kaukasus) mit seiner Merkuri-Gesellschaft und der Wolga-Dampfschiffahrtsgesellschaft Russalka zur Gesellschaft Kawkas i Merkuri, die auch Subventionen, Zollfreiheit und Regierungsaufträge erhielt und deren Geschäftsführender Direktor er bis 1862 war. Zusammen mit Wassili Alexandrowitsch Kokorew gründete Nowosselski 1858 die Aktiengesellschaft für den Bau der Wolga-Don-Eisenbahn und eine weitere Aktiengesellschaft für die Eisenbahn von Odessa über Kiew nach Kursk. Mit Genehmigung der Odessaer Stadtduma pachtete Nowosselski auf 25 Jahre den Chadschibeiski- und Kujalnizki-Liman bei Odessa, um dort anstelle von Heilbädern die Salzgewinnung zu organisieren. 1868 übergab er den Salzbetrieb dem Finanzministerium.
1859 wurde Nowosselski zum Wirklichen Staatsrat (4. Rangklasse) ernannt. 1861 pachtete Nowosselski auf 8 Jahre von der Regierung die damals unrentablen kaukasischen Mineralwasser-Kurorte des Gouvernements Stawropol und alle dortigen Heilquellen. Zum Direktor und Oberarzt ernannte er den Moskauer Professor Semjon Alexejewitsch Smirnow, der erstmals die Heilbehandlungen auf wissenschaftliche Grundlagen stellte und die Russische Balneologie-Gesellschaft gründete. Auf Nowosselskis Kosten wurde ein chemisches Laboratorium aufgebaut, Fachliteratur wurde herausgegeben, und eine Heilmethodik wurde entwickelt.
1861 begann die von Nowosselski initiierte Vertiefung des Odessaer Hafens, wofür der Staat 500.000 Rubel bewilligt hatte. 5 Jahre später waren die Kosten auf das Zehnfache gestiegen, und auf Veranlassung des Odessaer Generalgouverneurs Paul Demetrius von Kotzebue wurden die benötigten Gelder weiter zugewiesen. Nowosselski gründete die Odessaer Kredit-Gesellschaft.
Im Mai 1864 setzte sich Nowosselski zur Ruhe. Im Januar 1867 trat er doch wieder in den Dienst und wurde Stadthaupt Odessas als Nachfolger Semjon Michailowitsch Woronzows. Er ließ von einer konzessionierten britischen Gesellschaft die Wasserleitung und Kanalisation anlegen. Im Juli 1878 setzte sich Nowosselski endgültig zur Ruhe. Neues Stadthaupt Odessas wurde Grigori Grigorjewitsch Marasli.
Nowosselski lebte ab Juli 1879 in St. Petersburg. Er beteiligte sich an der Arbeit verschiedener Kommissionen des Finanzministeriums und an der Vorbereitung von Gesetzen zur Abschaffung der Kollektivbürgschaft, Abschaffung der Salzsteuer (1880), Absenkung von Ablösezahlungen (1881), Erhöhung der staatlichen Grundsteuer (1883) und Umwandlung der Kopfsteuer früherer Staatsbauern in erhöhte Ablösezahlungen (1886). Er beschäftigte sich mit den Problemen der Kontrolle des Geldumlaufs und der Stabilität des Währungssystems und veröffentlichte dazu zahlreiche Arbeiten. 1892 wurde er Mitglied des Rats des Finanzministeriums.
Nowosselski war in erster Ehe verheiratet mit Jekaterina Iwanowna geborene Wazenko (1823–1867), Tochter des Senators Iwan Sinowjewitsch Wazenko, was Nowosselskis Karriere gefördert hatte. Ein häufiger Gast war Mili Alexejewitsch Balakirew, der Jekaterina Iwanowna eine Polka für Klavier widmete. Jekaterina Iwanowna verließ ihren Mann, worauf die Ehe geschieden wurde. Es gab zwei Kinder Konstantin (* 1850) und Lidija (* 1860). Jekaterina Iwanowna starb in Paris und wurde auf dem Cimetière de Montmartre begraben.
In zweiter Ehe heiratete Nowosselski 1862 in Paris die verwitwete Anna Pawlowna Degai († 9. Mai 1898), Tochter des Senators Pawel Iwanowitsch Degai. Sie bekamen zwei Söhne und drei Töchter. Die jüngste Tochter Olga (1871–1933) heiratete 1892 den Gouverneur Nikolai Leonidowitsch Murawjow.
Nowosselski starb auf einer Europareise. Seine Asche wurde zunächst nach Odessa gebracht und dann gemäß seinem letzten Willen in St. Petersburg auf dem Nowodewitschi-Friedhof beigesetzt. Dort wurden auch seine zweite Frau Anna Pawlowna und sein Sohn Sergei begraben. Die Jamskaja-Straße in Odessa wurde kurz nach Nowosselskis Tod in Nowosselskaja-Straße umbenannt.

## Ehrungen
- Orden des Heiligen Wladimir III. Klasse (1859),[9] II. Klasse 1877
- Russischer Orden der Heiligen Anna (1863)
- Sankt-Stanislaus-Orden I. Klasse (1869)
- Kommandeurskreuz mit Stern des Erlöser-Ordens (1871)
- Mecidiye-Orden I. Klasse (1873)
- Orden Danilos I. für die Unabhängigkeit I. Klasse
- Kaiserlich-Königlicher Orden vom Weißen Adler (1894)
- Alexander-Newski-Orden (1896)